# Trigemma kilauea
Trigemma kilauea är en tvåvingeart som beskrevs av Neal L. Evenhuis 2006. Trigemma kilauea ingår i släktet Trigemma och familjen platthornsmyggor. Inga underarter finns listade i Catalogue of Life.